# El Sol de Tous

El Sol de Tous va ser una publicació d'informació local que va néixer a Sant Martí de Tous l'any 1914 i posteriorment es va editar a Igualada, entre els anys 1926 i 1933. Tot i que la numeració va ser continuada, formaven dues etapes ben diferenciades.

## El Sol de Tous(8 de novembre de 1914 – 31 agost de 1926)
Portava el subtítol Periódico mensual defensor de los intereses del pueblo y su Comarca. En van sortir 158 números.
«La història d'El Sol de Tous és bàsicament la història d'un home amb una idea. El Camil Riba Compte, que tenia la dèria de portar la cultura al seu petit món». El primer número va sortir per la Festa Major del poble i se'n va fer una tirada sobre tela.
Tenia la redacció i l'administració a Cal Camil dels Diaris, al carrer Major, núm. 7, de Sant Martí de Tous. S'imprimia a Igualada: els dos primers núm. i el 46 a Codorniu i Miranda; des del 3 fins al 134 als tallers de Montserrat Puget i la resta a la Impremta Moderna. Sortia el primer dia festiu de cada mes.
A partir del núm. 3 (3 gener 1915) la capçalera va ser il·lustrada; el núm. 107 (7 maig 1922), la capçalera torna a ser tipogràfica, però incorpora l'escut del municipi. Aquestes dues capçaleres s'alternen, fins que al núm. 113 (11 novembre 1922) n'estrenen una altra que serà la que es mantindrà fins al final de la publicació. Des del núm. 143 (9 juny 1925), a la capçalera ja hi surt Igualada perquè el periòdic es feia en col·laboració entre els dos municipis.
Segons el mateix periòdic: «He nacido entre dos peñas de piedra, sin padres ni madres, con el más triste desconsuelo y bautizado, al nacer, con el nombre de Sol; mi modo de vivir entre tanta soledad será estudiar para dedicarme al provecho y cultura del pueblo y su comarca, independiente de filiación política». Més endavant afirmaven «Nuestras tareas tenderán siempre a tratar particularmente asuntos de caràcter progresivo y en beneficio de la población y si algún dia emprendemos alguna campaña contra alguién, será tan sólo por creer que atenta contra nuestros intereses, sin fijar jamás nuestra vista en pequeñeces políticas».
Entre els seus col·laboradors hi havia: Frederic Prat, Ramon Cendra, Josep Codina Puiggròs, Aurelio Rubio del Hoyo, etc.

## El Sol de Tous(15 de setembre de 1926 – juliol de 1933)
Era la segona època del butlletí anterior i se'n van publicar 51 números, entre el 158 i el 209.
En aquesta etapa, el periòdic es va realitzar a Igualada, tret de l'últim núm. La redacció i l'administració era al carrer de la Soledat, núm. 30, i s'imprimia a la Impremta Moderna de Josep Miranda. Tenia vuit pàgines, a dues columnes, amb un format de 32 x 22 cm.
A l'article de presentació deien: «El Sol de Tous des de la present edició es publicarà a la ciutat d'Igualada. Dotze anys d'ininterrompuda vida periodística a Tous els creiem suficients per a que'ls igualadins ens hagin pogut conèixer.... Ens descobrim doncs respectuosament per a saludar a les dignes autoritats civils, militars, judicials i eclesiàstiques aixis com a tots els veïns de la Perla del Noia».
Hi havia un apartat amb el títol «Notícies de Tous». També hi havia informació igualadina, alguns poemes, i articles sobre temes més generals: pedagogia pràctica, història comarcal, agricultura, festes, etc.
El núm. 202 (maig 1930) va ser un extraordinari de setze pàgines dedicat a Emili Pascual d'Amigó, «aquest vellet que Catalunya vol i respecta, col·laborador constant de la premsa petita que ell tan estima; és poeta llorejat amb més de trenta premis en jocs florals i una dotzena almenys en varis certàmens Agrícoles».
«El seu declivi va començar al mateix temps que la Segona República, el 1931 ... En els seus últims quatre anys van sortir molt pocs números... 1932: un sol número, al desembre, i la redacció va tornar d'Igualada cap a Tous. 1933: un sol número, al juliol».
Josep Mateu Dalmases en va ser el director, fins pràcticament al final (després solament va sortir un número), i es va acomiadar dels seus lectors amb aquestes paraules: «Traslladat el periòdic a Sant Martí de Tous deixem la Direcció que se'ns confià no formant part de la nova Redacció suara constituïda». Alguns dels seus col·laboradors van ser Emili Pasqual d'Amigó, Lluís Pasqual i Moles, Joan Serradell, Josep Quintana, Gabriel Castellà i Raich i Miquel Bosch i Jover.

## Localització
- Biblioteca Central d'Igualada. Plaça de Cal Font. Igualada